# Japón en los Juegos Olímpicos de México 1968
Japón estuvo representado en los Juegos Olímpicos de México 1968 por un total de 171 deportistas que compitieron en 18 deportes.  
El portador de la bandera en la ceremonia de apertura fue el gimnasta Yukio Endo.

## Medallistas
El equipo olímpico japonés obtuvo las siguientes medallas:
| Nombre                                                                             | Deporte            | Competición                  |
| ---------------------------------------------------------------------------------- | ------------------ | ---------------------------- |
| Oro                                                                                |                    |                              |
| Sawao Kato                                                                         | Gimnasia artística | Concurso completo ind. M     |
| Sawao Kato                                                                         | Gimnasia artística | Suelo M                      |
| Akinori Nakayama                                                                   | Gimnasia artística | Anillas M                    |
| Akinori Nakayama                                                                   | Gimnasia artística | Paralelas M                  |
| Akinori Nakayama                                                                   | Gimnasia artística | Barra fija M                 |
| Yukio Endo Sawao Kato Takeshi Kato Eizo Kenmotsu Akinori Nakayama Mitsuo Tsukahara | Gimnasia artística | Concurso completo por eqs. M |
| Yoshinobu Miyake                                                                   | Halterofilia       | 60 kg M                      |
| Muneji Munemura                                                                    | Lucha grecorromana | 70 kg M                      |
| Shigeo Nakata                                                                      | Lucha libre        | 52 kg M                      |
| Yojiro Uetake                                                                      | Lucha libre        | 57 kg M                      |
| Masaaki Kaneko                                                                     | Lucha libre        | 63 kg M                      |
| Plata                                                                              |                    |                              |
| Kenji Kimihara                                                                     | Atletismo          | Maratón M                    |
| Akinori Nakayama                                                                   | Gimnasia artística | Suelo M                      |
| Yukio Endo                                                                         | Gimnasia artística | Salto de potro M             |
| Masashi Ouchi                                                                      | Halterofilia       | 75 kg M                      |
| Hideo Fujimoto                                                                     | Lucha grecorromana | 63 kg M                      |
| Equipo                                                                             | Voleibol           | Torneo M                     |
| Equipo                                                                             | Voleibol           | Torneo F                     |
| Bronce                                                                             |                    |                              |
| Eiji Morioka                                                                       | Boxeo              | Gallo (54 kg) M              |
| Equipo                                                                             | Fútbol             | Torneo M                     |
| Akinori Nakayama                                                                   | Gimnasia artística | Concurso completo ind. M     |
| Takeshi Kato                                                                       | Gimnasia artística | Suelo M                      |
| Sawao Kato                                                                         | Gimnasia artística | Anillas M                    |
| Eizo Kenmotsu                                                                      | Gimnasia artística | Barra fija M                 |
| Yoshiyuki Miyake                                                                   | Halterofilia       | 60 kg M                      |